# Kroatië op de Olympische Zomerspelen 1992
Kroatië nam deel aan de Olympische Zomerspelen 1992 in Barcelona, Spanje. 

## Medailleoverzicht
| Sport     | Olympiër | Onderdeel      | Medaille |
| --------- | --- | -------------- | -------- |
| Basketbal | Dražen Petrović Velimir Perasović Danko Cvjetičanin Toni Kukoč Vladan Alanović Žan Tabak Stojko Vranković Alan Gregov Franjo Arapović Arijan Komazec Aramis Naglić Dino Rađa | mannen         | Zilver   |
| Tennis    | Goran Ivanišević | enkelspel (m)  | Brons    |
| Tennis    | Goran Ivanišević Goran Prpić | dubbelspel (m) | Brons    |

## Deelnemers en resultaten

### Atletiek
| Olympiër      | Discipline      | Resultaat | Prestatie                                              |
| ------------- | --------------- | --------- | ------------------------------------------------------ |
| Branko Zorko  | 1500m (m)       | 27e       | serie 3: 3de in 3.44,47 halve finale 1: 7de in 3.39,71 |
| Ivan Mustapić | speerwerpen (m) | 17e       | kwalificatie groep A: 9de met 77,50m                   |

### Basketbal
| Olympiër | Discipline | Resultaat | Prestatie |
| --- | ---------- | --------- | --- |
| Dražen Petrović Velimir Perasović Danko Cvjetičanin Toni Kukoč Vladan Alanović Žan Tabak Stojko Vranković Alan Gregov Franjo Arapović Arijan Komazec Aramis Naglić Dino Rađa | mannen     | Zilver    | groep A: 2de W van Brazilië: 93-76 V van Verenigde Staten: 70-103 W van Spanje: 88-79 W van Duitsland: 99-78 W van Angola: 73-64 kwartfinale: W van Australië: 98-65 halve finale: W van EUN: 75-74 finale: V van Verenigde Staten: 85-117 |

| Groep A |                  |             |             |             |        |        |        |        |
| #       | Land             | Wedstrijden | Wedstrijden | Wedstrijden | Punten | Punten | Punten | Punten |
| #       | Land             | G           | W           | V           | V      | T      | Saldo  | Punten |
| 1       | Verenigde Staten | 5           | 5           | 0           | 579    | 350    | +229   | 10     |
| 2       | Kroatië          | 5           | 4           | 1           | 423    | 400    | +23    | 9      |
| 3       | Brazilië         | 5           | 2           | 3           | 420    | 463    | -43    | 7      |
| 4       | Duitsland        | 5           | 2           | 3           | 369    | 432    | -63    | 7      |
| 5       | Angola           | 5           | 1           | 4           | 324    | 392    | -68    | 6      |
| 6       | Spanje           | 5           | 1           | 4           | 398    | 476    | -78    | 6      |

| Ronde        | Datum     | Plaats  | Land   | Score            | Land |
| ------------ | --------- | ------- | ------ | ---------------- | ---- |
| Groepsfase   |           |         |        |                  |      |
| 26 juli      | Barcelona | Kroatië | 93-76  | Brazilië         |      |
| 27 juli      | Barcelona | Kroatië | 70-103 | Verenigde Staten |      |
| 29 juli      | Barcelona | Kroatië | 88-79  | Spanje           |      |
| 31 juli      | Barcelona | Kroatië | 99-78  | Duitsland        |      |
| 2 augustus   | Barcelona | Kroatië | 73-64  | Angola           |      |
| Kwartfinale  |           |         |        |                  |      |
| 4 augustus   | Barcelona | Kroatië | 98-65  | Australië        |      |
| Halve finale |           |         |        |                  |      |
| 6 augustus   | Barcelona | Kroatië | 75-74  | EUN              |      |
| Finale       |           |         |        |                  |      |
| 8 augustus   | Barcelona | Kroatië | 85-117 | Verenigde Staten |      |

### Boksen
| Olympiër        | Discipline | Resultaat | Prestatie                                                               |
| --------------- | ---------- | --------- | ----------------------------------------------------------------------- |
| Željko Mavrović | +91kg (m)  | 17e       | 1ste ronde: W van DEN Hulstrom: 8-2 2de ronde: V van USA Nicholson: 6-9 |

### Kanovaren
| Olympiër          | Discipline    | Resultaat | Prestatie                                                                           |
| Slalom            | Slalom        | Slalom    | Slalom                                                                              |
| ----------------- | ------------- | --------- | ----------------------------------------------------------------------------------- |
| Danko Herceg      | C-1 (m)       | 9e        | voorronde: 7de in 120,41 finale: 9de in 120,41                                      |
| Stjepan Perestegi | C-1 (m)       | 23e       | voorronde: 20ste in 136,90 finale: 23ste in 136,90                                  |
| Sprint            |               |           |                                                                                     |
| Vlado Poslek      | C-1 1000m (m) | 13e       | serie 2: 5de in 4.09,77 herkansingen: 4de in 4.05,86 halve finale 2: 7de in 4.16,99 |
| Zvonimir Krznarić | K-1 500m (m)  | 20e       | serie 2: 5de in 1.46,46 herkansingen: 5de in 1.43,40                                |
| Zvonimir Krznarić | K-1 1000m (m) | 19e       | serie 4: 6de in 3.54,02 herkansingen: 5de in 3.36,77                                |

### Paardensport
| Olympiër        | Discipline     | Resultaat      | Prestatie                              |
| Springconcours  | Springconcours | Springconcours | Springconcours                         |
| --------------- | -------------- | -------------- | -------------------------------------- |
| Hermann Weiland | individueel    | 72e            | kwalificatie: 72ste met 52 strafpunten |

### Roeien
| Olympiër                                                                     | Discipline      | Resultaat | Prestatie                                                                        |
| ---------------------------------------------------------------------------- | --------------- | --------- | -------------------------------------------------------------------------------- |
| Zlatko Bužina Marko Perinović                                                | twee-zonder (m) | 10e       | serie 4: 1ste in 6.41,37 halve finale 2: 6de in 6.47,87 finale B: 4de in 6.37,57 |
| Marko Banović Aleksandar Fabijanić Sead Marušić Goran Puljko Ninoslav Saraga | vier-met (m)    | 7e        | serie 1: 4de in 6.31,19 herkansingen: 3de in 6.18,98 finale B: 1ste in 6.08,52   |

### Schietsport
| Olympiër         | Discipline                 | Resultaat | Prestatie                                                                   |
| ---------------- | -------------------------- | --------- | --------------------------------------------------------------------------- |
| Jasminka Francki | 10m luchtgeweer (v)        | 15e       | kwalificatie: 15de met 390 punten                                           |
| Suzana Skoko     | 10m luchtgeweer (v)        | 23e       | kwalificatie: 23ste met 388 punten                                          |
| Jasminka Francki | 50m geweer 3 houdingen (v) | 12e       | kwalificatie: 12de met 578 punten (196-188-194)                             |
| Suzana Skoko     | 50m geweer 3 houdingen (v) | 5e        | kwalificatie: 6de met 580 punten (196-191-183) finale: 5de met 678,7 punten |
| Mirela Skoko     | 25m pistool (v)            | 4e        | kwalificatie: 8ste met 578 punten (290-288) finale: 4de met 677 punten      |
| Mirela Skoko     | 10m luchtpistool (v)       | 11e       | kwalificatie: 11de met 380 punten                                           |
|                  |                            |           |                                                                             |
| Željko Vadić     | trap                       | 4e        | kwalificatie: 33ste met 139 punten                                          |

### Tafeltennis
| Olympiër                       | Discipline     | Resultaat | Prestatie |
| ------------------------------ | -------------- | --------- | --- |
| Zoran Primorac                 | enkelspel (m)  | 9e        | groep L: 1ste W van USA Butler: 2-0 W van TCH Janči: 2-0 W van PER Nathan: 2-0 2de ronde: V van KOR Kim: 2-3 (21-19, 21-13, 20-22, 8-21, 12-21) |
| Zoran Primorac Dragutin Šurbek | dubbelspel (m) | 9e        | groep A: 2de V van CHN Lü/Wang: 1-2 W van PRK Choi/Li: 2-0 W van PER W Nathan/Y Nathan: 2-0                                                     |

### Tennis
| Olympiër                     | Discipline     | Resultaat | Prestatie |
| ---------------------------- | -------------- | --------- | --- |
| Goran Ivanišević             | enkelspel (m)  | Brons     | 1ste ronde: W van POR Mota: 6-2, 6-2, 6-7, 4-6, 6-3 2de ronde: W van NED Haarhuis: 6-7, 6-2, 1-6, 6-3, 6-2 3de ronde: W van SUI Hlasek: 3-6, 6-0, 4-6, 7-6, 9-7 kwartfinale: W van FRA Santoro: 6-7, 6-7, 6-4, 6-4, 8-6 halve finale: V van SUI Rosset: 3-6, 5-7, 2-6 |
| Goran Prpić                  | enkelspel (m)  | 17e       | 1ste ronde: W van DEN Carlsen: 6-4, 4-6, 6-3, 7-5 2de ronde: V van EUN Cherkasov: 4-6, 7-6, 4-6, 3-6 |
| Goran Ivanišević Goran Prpić | dubbelspel (m) | Brons     | 1ste ronde: W van NED Haarhuis/Koevermans: 2-6, 6-4, 6-2, 6-2 2de ronde: W van INA Suharyadi/Wiryawadi: 7-5, 6-2, 6-2 kwartfinale: W van IND Chrishnan/Paes: 7-6, 5-7, 6-4, 6-3 halve finale: V van RSA Ferreira/Norval: 6-7, 6-3, 3-6, 6-2, 2-6                      |

### Worstelen
| Olympiër         | Discipline     | Resultaat      | Prestatie                                                     |
| Grieks-Romeins   | Grieks-Romeins | Grieks-Romeins | Grieks-Romeins                                                |
| ---------------- | -------------- | -------------- | ------------------------------------------------------------- |
| Stipe Damjanović | -100kg (m)     | 11e            | groep A:' 6de V van ROU Ieremciuc: 0-7 V van POL Wroński: 0-6 |

### Zeilen
| Olympiër                      | Discipline      | Resultaat | Prestatie                          |
| ----------------------------- | --------------- | --------- | ---------------------------------- |
| Karlo Kuret                   | finn (m)        | 22e       | 137 punten: (22-19-14-20-16-23-10) |
|                               |                 |           |                                    |
| Bojan Grego Sebastijan Miknić | flying dutchman | 22e       | 145 punten: (22-22-14-21-5)        |

Albanië · Algerije · Amerikaanse Maagdeneilanden · Amerikaans-Samoa · Andorra · Angola · Antigua en Barbuda · Argentinië · Aruba · Australië · Bahama's · Bahrein · Bangladesh · Barbados · België · Belize · Benin · Bermuda · Bhutan · Bolivia · Bosnië en Herzegovina · Botswana · Brazilië · Britse Maagdeneilanden · Bulgarije · Burkina Faso · Canada · Centraal-Afrikaanse Republiek · Chili · China · Chinees Taipei · Colombia · Congo-Brazzaville · Cookeilanden · Costa Rica · Cuba · Cyprus · Denemarken · Djibouti · Dominicaanse Republiek · Duitsland · Ecuador · Egypte · El Salvador · Equatoriaal-Guinea · Estland · Ethiopië · Fiji · Filipijnen · Finland · Frankrijk · Gabon · Gambia · Gezamenlijk team · Ghana · Grenada · Griekenland · Groot-Brittannië · Guam · Guatemala · Guinee · Guyana · Haïti · Honduras · Hongarije · Hongkong · Ierland · IJsland · India · Indonesië · Irak · Iran · Israël · Italië · Ivoorkust · Jamaica · Japan · Jemen · Jordanië · Kaaimaneilanden · Kameroen · Kenia · Koeweit · Kroatië · Laos · Lesotho · Letland · Libanon · Libië · Liechtenstein · Litouwen · Luxemburg · Madagaskar · Malawi · Malediven · Maleisië · Mali · Malta · Marokko · Mauritanië · Mauritius · Mexico · Monaco · Mongolië · Mozambique · Myanmar · Namibië · Nederland · Nederlandse Antillen · Nepal · Nicaragua · Nieuw-Zeeland · Niger · Nigeria · Noord-Korea · Noorwegen · Oeganda · Oman · Oostenrijk · Pakistan · Panama · Papoea-Nieuw-Guinea · Paraguay · Peru · Polen · Portugal · Puerto Rico · Qatar · Roemenië · Rwanda · Saint Vincent‑Grenadines · Salomonseilanden · Samoa · San Marino · Saoedi-Arabië · Senegal · Seychellen · Sierra Leone · Singapore · Slovenië · Soedan · Spanje · Sri Lanka · Suriname · Swaziland · Syrië · Tanzania · Thailand · Togo · Tonga · Trinidad en Tobago · Tsjaad · Tsjecho-Slowakije · Tunesië · Turkije · Uruguay · Vanuatu · Venezuela · Verenigde Arabische Emiraten · Verenigde Staten · Vietnam · Zaïre · Zambia · Zimbabwe · Zuid-Afrika · Zuid-Korea · Zweden · Zwitserland · Onafhankelijke olympische deelnemers